# Simulium beiwanense
Simulium beiwanense är en tvåvingeart som beskrevs av Guo, Zhang, An, Zhang, Zhang, Dong och Zhao 2008. Simulium beiwanense ingår i släktet Simulium och familjen knott.
Artens utbredningsområde är Xinjiang (Kina). Inga underarter finns listade i Catalogue of Life.